# NGC 1992
NGC 1992 is een spiraalvormig sterrenstelsel in het sterrenbeeld Duif. Het hemelobject werd op 19 november 1835 ontdekt door de Britse astronoom John Herschel.

## Synoniemen
- ESO 423-23
- MCG -5-14-7
- AM 0532-305
- PGC 17466